# Cerkiew św. Aleksandra Newskiego w Wuhanie
Cerkiew św. Aleksandra Newskiego – cerkiew prawosławna w mieście Wuhan w chińskiej prowincji Hubei, na terenie dawnego miasta Hankou. Najstarsza zachowana cerkiew wzniesiona przez Rosjan na terytorium Chin.
Jedna ze świątyń zbudowanych przez rosyjskich misjonarzy prawosławnych w Chinach. Powstała w 1893 na terenie ówczesnej brytyjskiej koncesji w mieście Hankou (będącym obecnie częścią Wuhanu). Funkcjonowała jeszcze po zamknięciu misji w 1955, do 1958. Od tego czasu jest wykorzystywana do celów niesakralnych. W 2013 początkowo rozważano jej rozbiórkę, w związku z planami budowy tunelu pod Jangcy, ostatecznie jednak podjęto decyzję o jej odrestaurowaniu w pierwotnym kształcie. Przy odnowionej na koszt państwa chińskiego cerkwi zaplanowano utworzenie rosyjsko-chińskiego centrum kulturalnego. Otwarcie placówki miało miejsce 6 sierpnia 2015; w uroczystości wziął udział przedstawiciel Rosyjskiego Kościoła Prawosławnego – metropolita niżnonowogrodzki i arzamaski Jerzy (Daniłow).
Cerkiew wzniesiona jest w stylu neobizantyńskim, posiada jedną kopułę z krzyżem. Wejście do budynku prowadzi przez drzwi ze skromnym portalem. Wszystkie jej okna są półkoliste. Na fasadzie, powyżej głównego wejścia, znajduje się jedno podzielone na dwie części okno z witrażem. Wszystkie elewacje cerkwi mają formę oślich łuków wspartych na ciemnoróżowych pilastrach.